# Walramplein

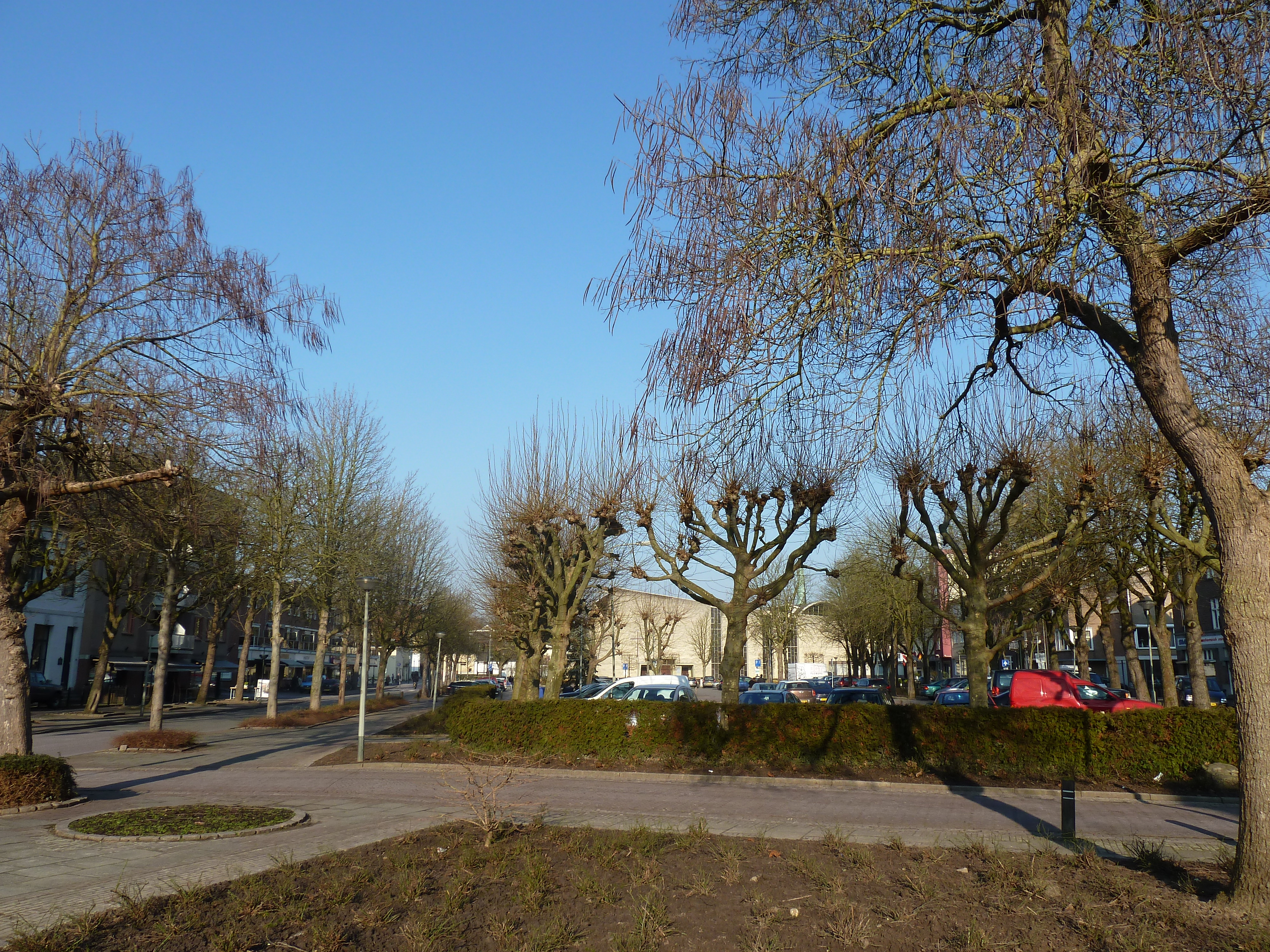
Het plein gezien vanuit het zuidwesten

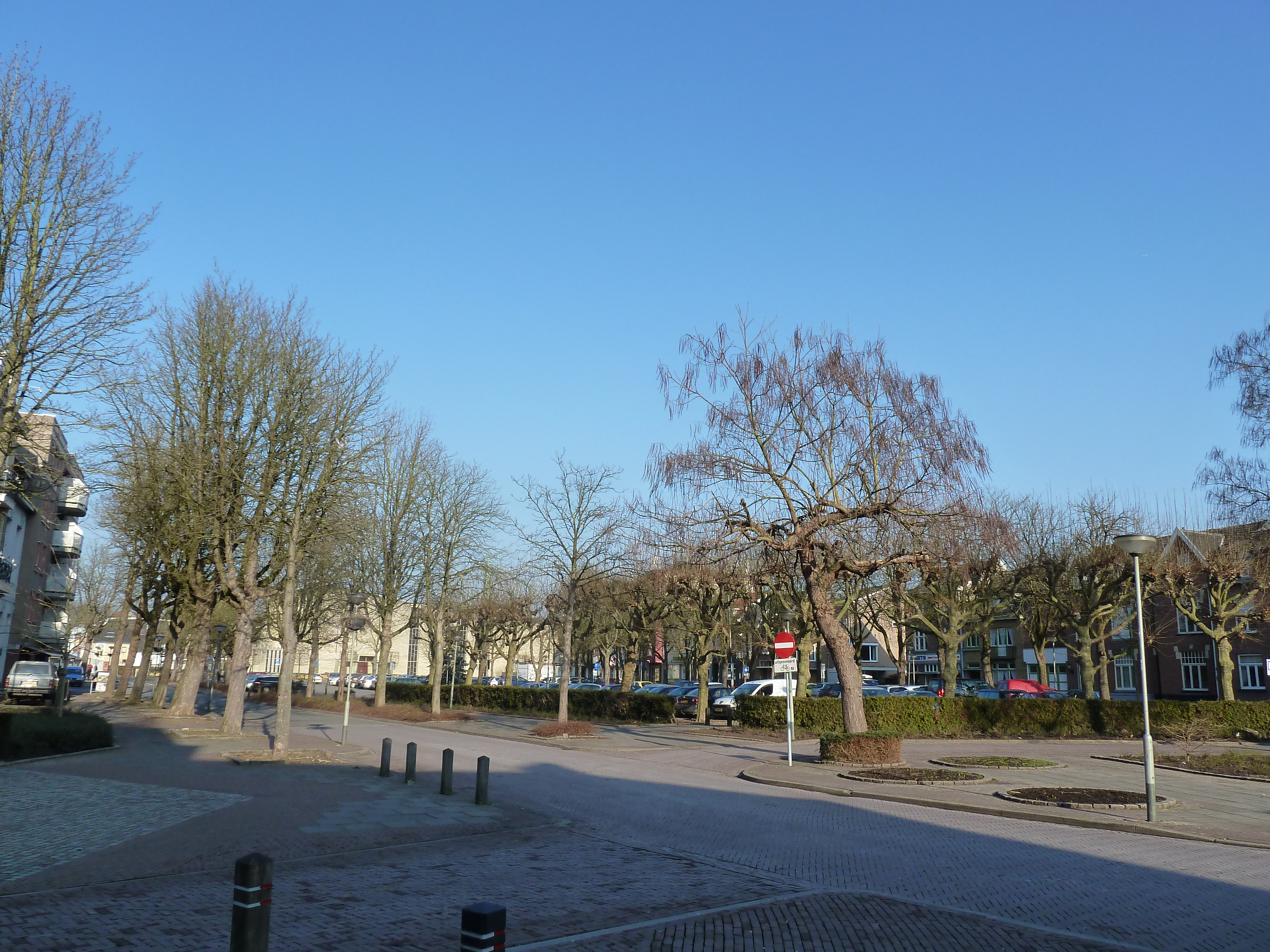
Het plein gezien vanuit het zuiden

Het Walramplein is een plein in het stadje Valkenburg, gemeente Valkenburg aan de Geul, in de Nederlandse provincie Limburg. Het plein ligt in de noordoosthoek van de oude binnenstad van Valkenburg.
De naam van het plein verwijst naar Walram de Rosse, heer van Valkenburg. Tot 1887 lag hier de huisweide van het landgoed Palanka, in de middeleeuwen Batte genaamd. Op aandringen van burgemeester Loisel kocht de gemeente de Batterwei aan en vestigde daar de nieuwe markt, die voorheen op de T-kruising Grotestraat-Berkelstraat-Muntstraat lag. Het plein bleef tot 1971 in gebruik als maandelijkse veemarkt.
Het Walramplein is een ruim plein dat grotendeels in gebruik is als parkeerterrein. Het plein doet eenmaal per week dienst als marktplein voor een algemene warenmarkt. Aan de noordoostzijde van het plein, aan de overzijde van de Geul, staat de parochiekerk van Onze-Lieve-Vrouw van Altijddurende Bijstand, de zogenaamde "nieuwe kerk". De bebouwing is verder zeer gevarieerd en bestaat onder andere uit hotels en winkels. Aan de noordoostzijde van het plein stroomt de zuidelijke tak van de Geul die even daarvoor bij de Walramstuw in twee takken gesplitst is. Aan de noordwestzijde van het plein begint de Walravenstraat.
In 2018-2019 is het plein gerenoveerd, waarbij een brede strook langs de Geul autovrij is gemaakt. De riolering, bestrating en verlichting zijn vernieuwd en een rij betonnen zitbanken bakent het autovrije deel af. Aan de noordkant van het plein is de middeleeuwse stadsmuur van Valkenburg zichtbaar gemaakt in het straatbeeld.

## Zie ook

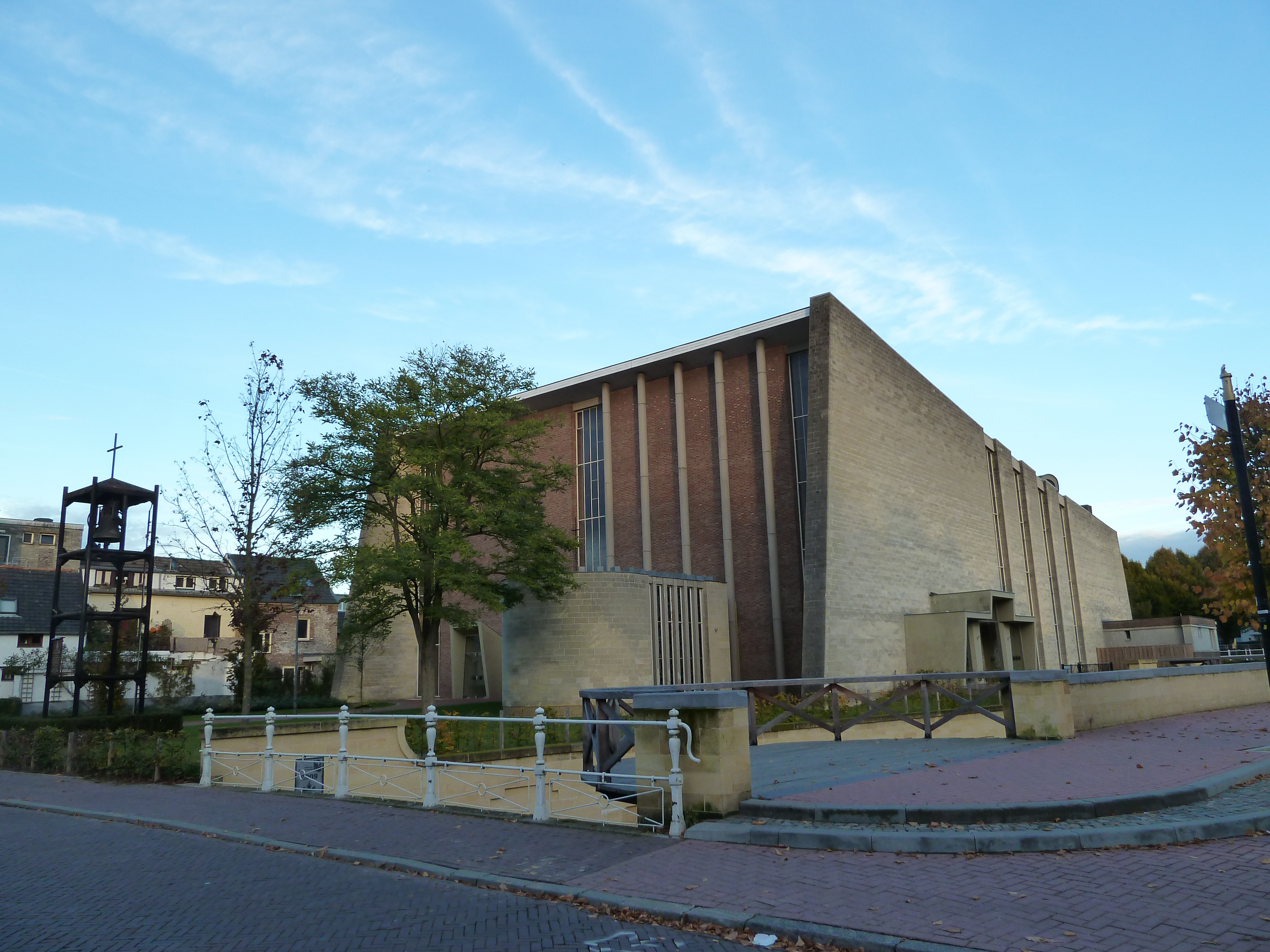
"Nieuwe kerk"
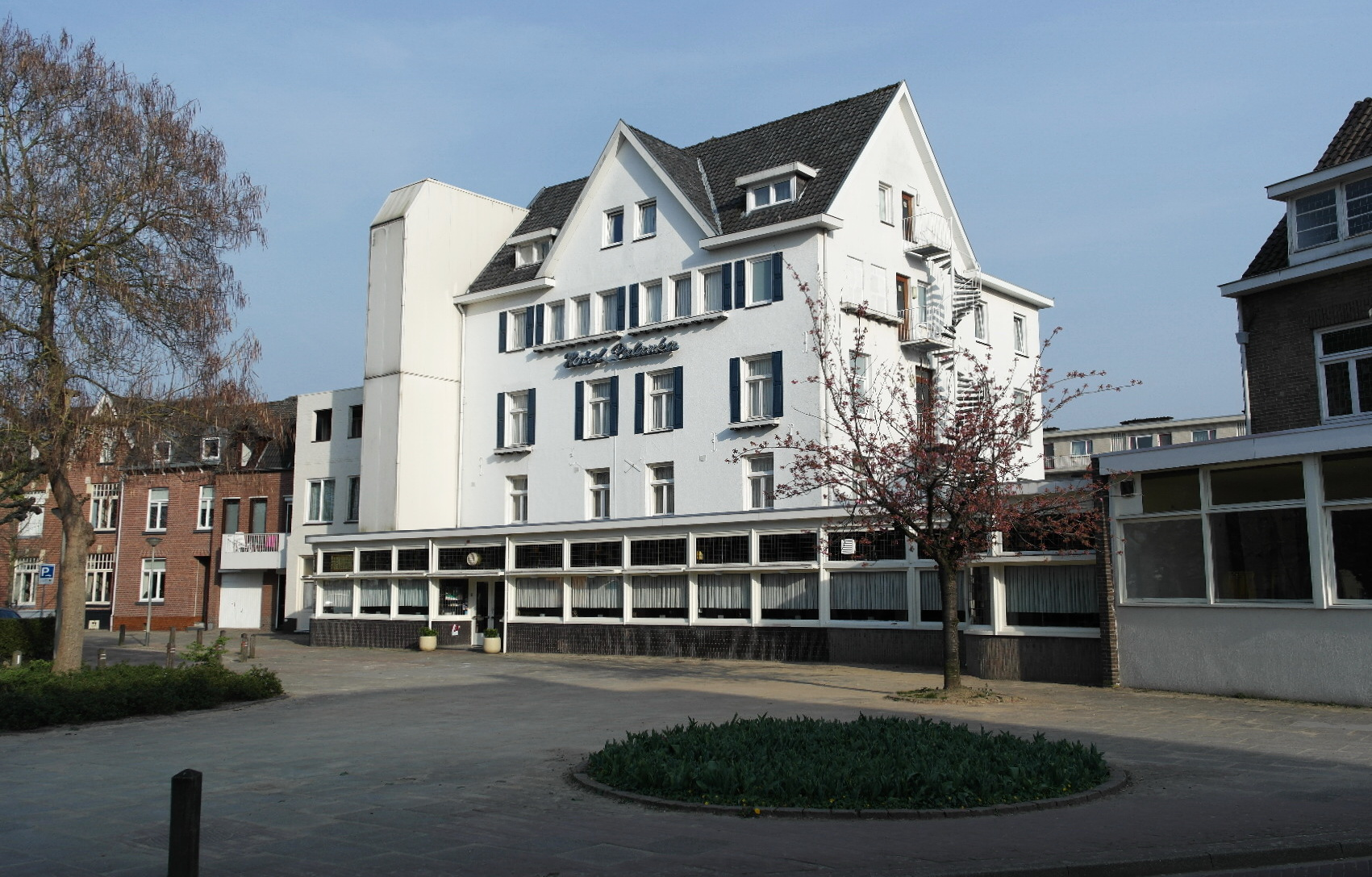
Hotel Palanka
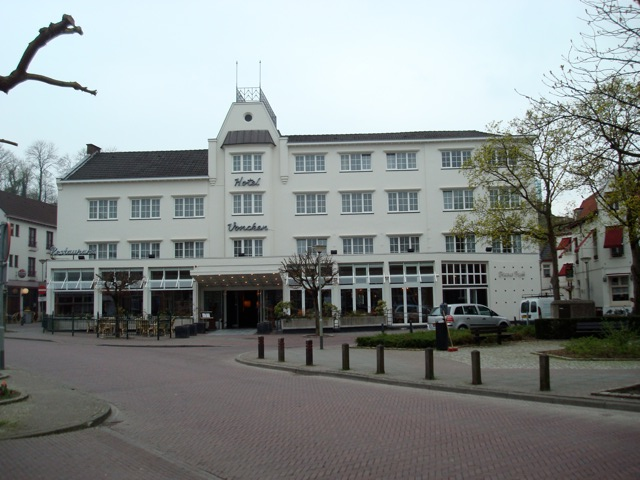
Hotel Voncken
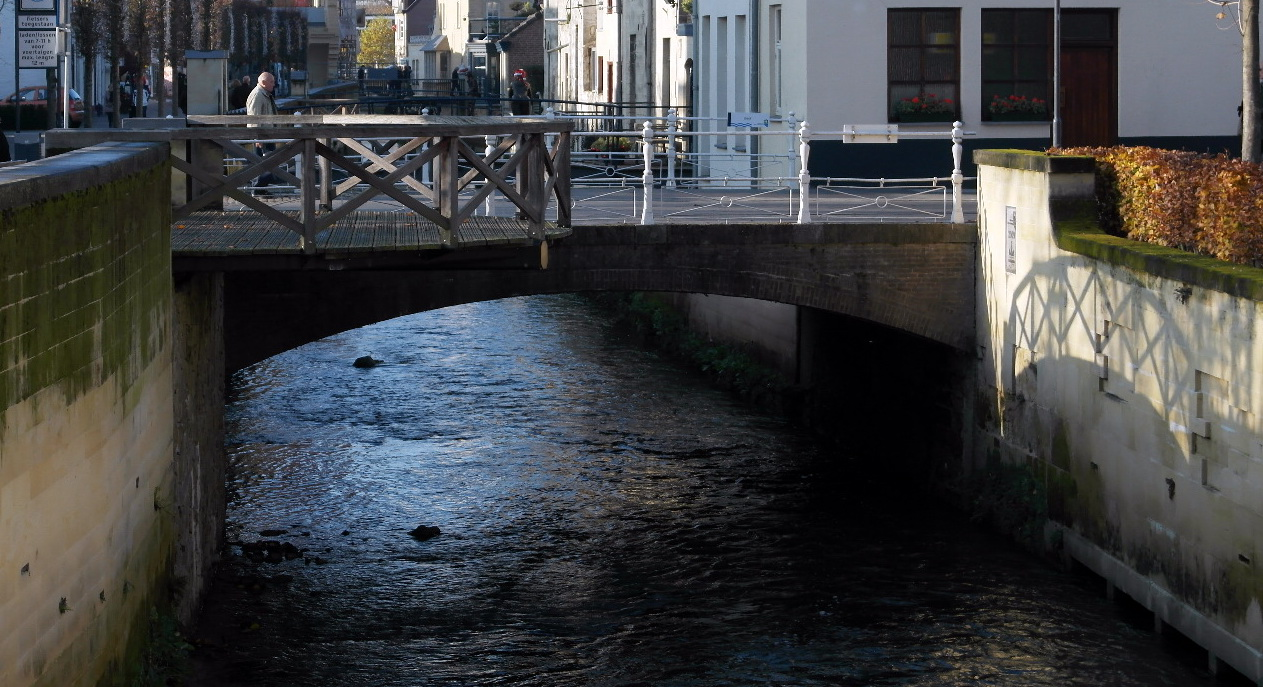
Geulbrug bij het Walramplein en gereconstrueerde torenuitbouw van de oude stadsommuring
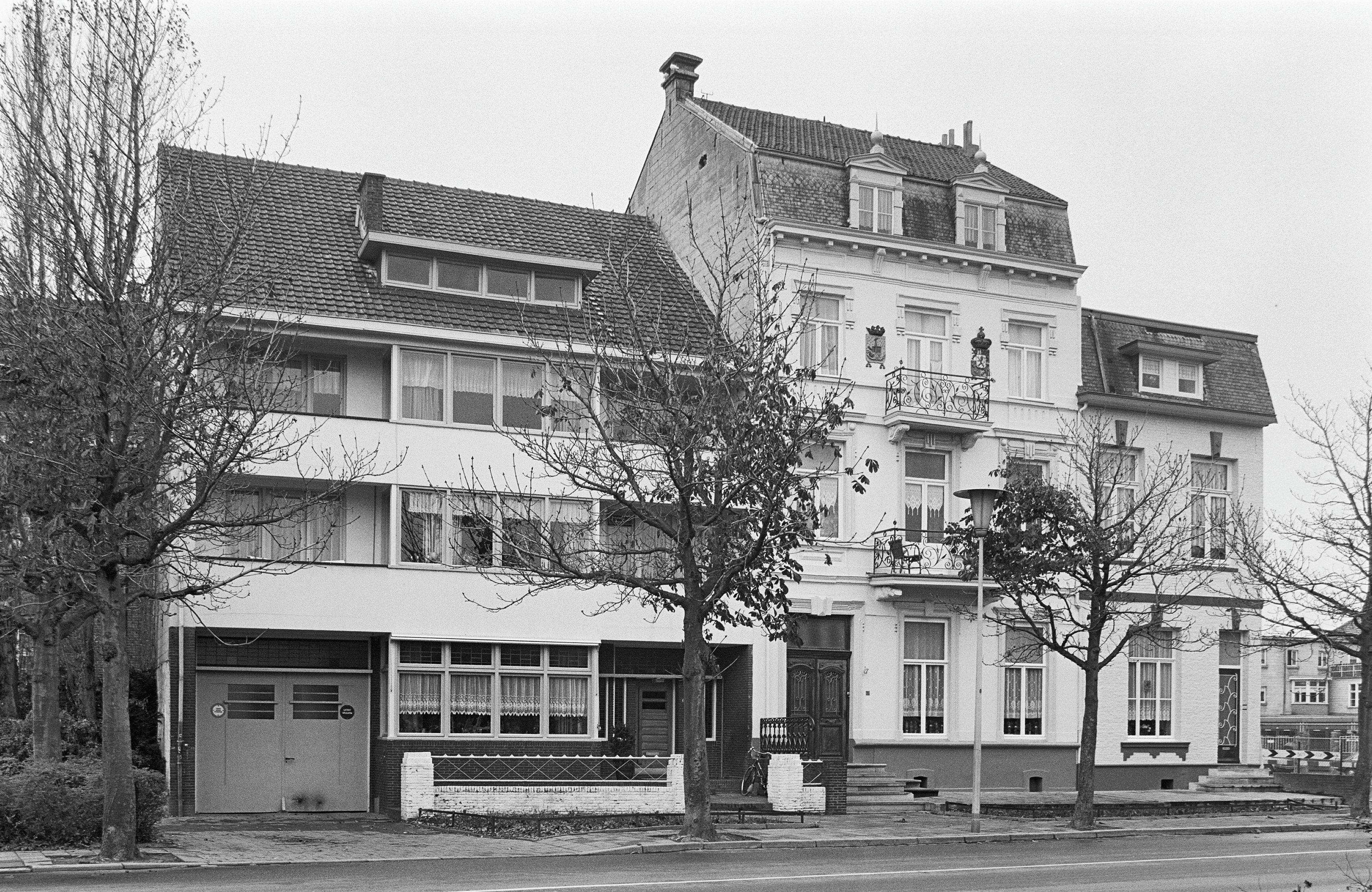
Westzijde Walramplein in 1980
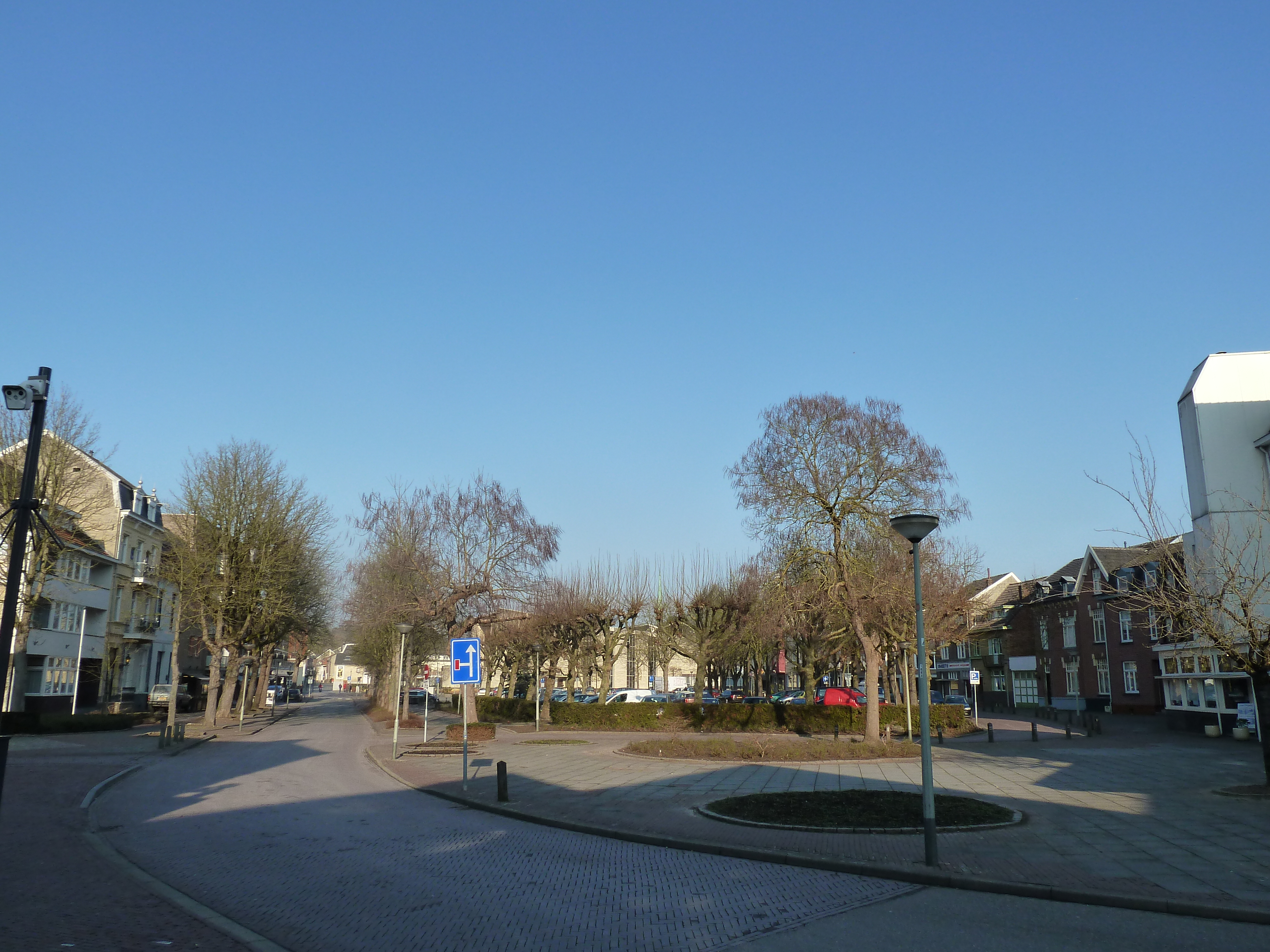